# Джордан Икоко
Джордан Икоко (на френски език - Jordan Ikoko) е конгоански футболист, който играе като десен защитник за кипърския клуб Омония 29ти май и националния отбор на ДР Конго.
Икоко започва футболната си кариера в гранда Пари Сен Жермен, но не записва мачове в първия отбор, като в повечето време е даван под наем последователно в тимовете на Кретиел, Льо Авр и Ланс. 
През лятото на 2016 г. той се присъединява към тима на Гингам, където прекарва три сезона с отбора в Лига 1, записвайки 83 мача, преди да премине в Лудогорец през юни 2019 г.
Икоко е роден във Франция, като е участник с националния тим на тази страна в младежките гарнитури от 16 до 21 години. След това той избира да защитава цветовете на ДР Конго, за който тим прави международен дебют през 2017 г.